# Adriano Corrales Arias
Adriano de San Martín Corrales Arias (San Carlos, 4 de marzo de 1958) es un poeta, ensayista y narrador costarricense.

## Biografía
Adriano Corrales estudió Teatro en Rusia y es egresado del Doctorado Interdisciplinario en Artes y Letras de América Central por la Universidad Nacional Autónoma (UNA, Heredia, Costa Rica). Actualmente prepara su tesis de graduación sobre Teatro Popular Centroamericano y es Profesor e investigador del Instituto Tecnológico de Costa Rica (ITCR), en San José, donde dirige la revista cultural Fronteras.

## Obra
Desde los años noventa, principalmente, se ha intensificado su labor como promotor y editor cultural, pues ha generado espacios para la lectura y los talleres de poesía, mientras ha preparado antologías sobre poetas costarricenses y centroamericanos. Del mismo modo, ha sido uno de los organizadores de ya cuatro Encuentros de escritores centroamericanos y del Caribe.
Actualmente dirige la editorial independiente Arboleda. En el año 2007 fue parte de una polémica sobre poesía, a raíz de la publicación de una antología de poesía costarricense contemporánea, Sostener la palabra, de la cual fue el compilador. El también poeta Gustavo Solórzano Alfaro realiza una crítica a dicho texto, y a partir de ahí se generan una serie de reacciones y manifestaciones en Internet, en la cual se involucran otros escritores, y que llega a un debate público entre ambos poetas.

## Libros
Poesía
- Tranvía Negro, 1995.
- La suerte del andariego, 1999.
- Hacha encendida, 2000.
- Profesión u Oficio, 2002.
- Caza del Poeta, 2004.
- Kabanga, 2008.

Novela
- Los ojos del antifaz, 1999.
- Balalaika en clave de son, 2005.

Cuento
- El jabalí de la media luna, 2003.

Antologías
- Antología. Poesía de fin de siglo: Nicaragua-Costa Rica, compilador, 2001.
- Sostener la palabra. Antología de poesía costarricense contemporánea, compilador, 2007.